# Гуаракара
Гуаракара (англ. Guaracara River) — река в Тринидаде и Тобаго.
Расположена в южном Тринидаде, течёт на запад из Срединного хребта и стекает в залив Пария к югу от мыса Пуэнт-а-Пьер. Формирует границу между городом Сан-Фернандо и регионом Коува-Табакъюте-Талпано. Также отделяет Марабеллу (северная часть Сан-Фернандо) от Пуанта — Пирры.
В нижнем течении река пригодна для плавания лодок и плоскодонок.
Гуаракара течёт через плодородный суглинок и глинистые почвы, под которым лежит известняк гуаракарской формации.
У реки расположен нефтеперерабатывающий завод государственной компании Petrotrin, в связи с чем в реку неоднократно загрязняли нефтепродукты. В 2014 году более 5000 баррелей нефти попали в воду из ёмкости на территории завода.
Кроме того, река загрязнена сельскохозяйственными и бытовыми отходами, которые попадают в залив Пария. В водах было обнаружено повышенное содержание алюминия, свинца и меди.